# I figli del divorzio (film 1939)
I figli del divorzio (Skilsmissens børn) è un film del 1939 diretto da Benjamin Christensen.